# Полочанинов, Владимир Геннадиевич
Полочанинов Владимир Геннадиевич (род. 25 апреля 1974 г., г. Белая Церковь Киевской области;) — украинский политик, президент благотворительного фонда «Рух молоді», предприниматель, ранее народный депутат Украины. Автор книги «Записки на полях украинской политики».

## Биография
Владимир Полочанинов родился 25 апреля 1974 года в городе Белая Церковь, Украина.

## Образование
В 1996 году получил высшее экономическое образование в Белоцерковском государственном аграрном университете.

## Карьера
- 1994—1998 — программист ООО «Мицар».
- 1998 — 2000 — директор по экспорту ООО «Пол Миро Трейдинг».
- 2000 — заместитель директора по маркетингу КП «Белоцерковский грузовой авиационный комплекс».
- 2001—2005 — заместитель генерального директора корпорации «Укрвторресурсы».
- 2005 — 2007 — директор ООО «В2».
- 2007 — 2010 — заместитель директора ООО «В2».
- 2010 — 2012 — ООО «Дорш-Восточная Европа», финансовый директор.

Сейчас является частным предпринимателем и конечным бенефициаром ПАТ "Закритий недиверсифікований венчурний корпоративний інвестиційний фонд «Титан», а также ООО «Аква 1» в Белой Церкви.

## Политическая деятельность
В 2006 году Владимир Полочанинов был избран депутатом Киевского областного совета V созыва и возглавил постоянную комиссию по вопросам бюджета и финансов.
С 2009 года — председатель Киевского областного отделения общественной организации «Фронт Змін», председатель Киевской областной организации Политической Партии «Фронт Змін».
В 2010 году Владимир Полочанинов работал на должности первого заместителя председателя Киевской областной государственной администрации. Накануне местных выборов написал заявление об увольнении по собственному желанию в ответ на принуждение вступать в Партию Регионов. По результатам выборов в органы местного самоуправления команда «Фронт Змін» стала крупнейшей оппозиционной политической силой в Киевской области.
В 2010—2012 годах — депутат Киевского областного совета VI созыва, председатель постоянной комиссии Киевского областного совета по вопросам молодежной политики, физической культуры, спорта и туризма, председатель фракции «Фронт Змін».
При содействии Полочанинова в 2012 году была издана книга Евгения Чернецкого «История Белой Церкви: события, личности, жизнь», а позже — раритетное издание Л. Похилевича «Сказания о населенных местностях Киевской губернии».
На парламентских выборах 2012 года был избран депутатом Верховной Рады Украины, будучи беспартийным входил в состав фракции «Батькивщина». Работал на должности заместителя председателя Комитета Верховной Рады Украины по иностранным делам.
Стал первым народным депутатом, который по собственной инициативе обнародовал свою декларацию о доходах на сайте Верховной Рады Украины. Через некоторое время это требование стало Законом.
С 25 декабря 2012 года был заместителем председателя Комитета Верховной Рады Украины по иностранным делам, а также:
- Руководитель группы по межпарламентским связям с Канадой,
- Сопредседатель группы по межпарламентским связям с Республикой Сингапур,
- Член группы по межпарламентским связям с Соединенными Штатами Америки,
- Член группы по межпарламентским связям с Венгрией,
- Член группы по межпарламентским связям с Федеративной Республикой Бразилия,
- Член группы по межпарламентским связям с Федеративной Республикой Германия,
- Член группы по межпарламентским связям с Российской Федерацией,
- Член группы по межпарламентским связям с Государством Катар,
- Член группы по межпарламентским связям с Государством Израиль,
- Член группы по межпарламентским связям с Соединенным Королевством Великобритании и Северной Ирландии.

В этот период состоялся первый в истории официальный визит главы украинского парламента в Канаду.
Владимир стал соавтором первого законопроекта о децентрализации, который предусматривал реформу местного самоуправления и территориальной организации власти в Украине
В октябре 2013 года народные депутаты Владимир Полочанинов и Андрей Павелко инициировали создание Политической Партии «Демократы», стремясь сформировать партию не лидерского типа. Это случилось после того, как они первыми выразили недовольство по поводу ликвидации партии «Фронт змін».
2 сентября 2014 года Владимир Полочанинов написал заявление о сложении депутатских полномочий, аргументируя свое решение так:
Все, что происходит в стенах парламента не имеет никакого отношения ни к моей стране, ни к войне, которая в ней происходит, ни к реформам или изменениям на благо, все заняты выборами и только ими.
Участия во внеочередных выборах в Верховную Раду Украины 2014 года не принимал.
В 2015 году Владимир Полочанинов вместе с единомышленниками зарегистрировал общественную организацию «Конституционный конвент». Общественная организация ставит своей целью популяризировать идею создания нового общественного договора, как единственного возможного варианта выхода из глубокого политического кризиса. 24 сентября 2015 года общественные организации «Конституционный Конвент», Global Ukrainians, «Украина — это я», ВОО «Украинская стратегия», Международный центр перспективных исследований и Центр политико-правовых реформ подписали меморандум о создании коалиции гражданского общества «Народная Конституция». Целью деятельности коалиции является заключение нового общественного договора, закрепленного в новой Конституции Украины.
В 2018 году, занимая должность председателя политисполкома партии «Основа», инициировал привлечение молодежи к политической деятельности.

### Позиция
Акцентирует внимание на том что, Конституция должна быть написана народом, так как именно люди придерживаются этих правил:
Уверен, что менталитет можно изменить путем привлечения украинского народа к созданию новой Конституции Украины. Начало 151 Конституция – это фундаментальный документ: свод базовых правил, по которым живет страна. Нынешняя Конституция создана не народом и не для народа. Легко доказать, что это не просто мое субъективное мнение
Основополагающими аспектами развития и реструктуризации правовых норм страны считает:
- фокусировку на среднем классе[11]
- использование примера Конституции США и европейских стран[12]
- изменение советских принципов, институционная десоветизация[13]
- придание украинскому языку статуса единого государственного языка, а английскому и русскому — статуса официальных[14]
- разрешение двойного гражданства[14]

За время депутатской деятельности подал 15 законопроектов. В феврале 2014 года законопроект № 4306 «Обращение Верховной Рады Украины к государствам-гарантам в соответствии с Меморандумом о гарантиях безопасности в связи с присоединением Украины к Договору о нераспространении ядерного оружия»' вступил в силу.
Также Владимир стал соавтором первого законопроекта о децентрализации, который предусматривал реформу местного самоуправления и территориальной организации власти в Украине.

### Публикации
В 2019 году Владимир написал и издал книгу «Записки на полях украинской политики». Презентация книги прошла 26 сентября 2019 года. Все средства от продажи книги направлены в благотворительный фонд «Рух молоді». Книгу посвятил «памяти (ред. — моей) мамы, Валентины Михайловны Полочаниновой».
…Что не так, что и как все ещё возможно сделать в Украине для нашего успеха и процветания. Почему возможно. Это не сплетни и не инсайд, это мысли и идеи за более чем 10 лет в украинской политике, просто и доступно о том, что кажется сложнымВладимир Полочанинов
Основной идеей является желание прояснить стратегию реформирования Украины путем десоветизации и внедрения западных принципов и подходов в управлении государством. Главную проблему Украины Полочанинов описывает так:
До тех пор пока кто-либо из политиков или мыслителей не представит понятного украинцам видения будущего, не закончится бесполезная война с прошлым.

## Благотворительный фонд «Рух Молоді»
В 2011 году Владимир Полочанинов основал вместе с Анатолием Тимощуком благотворительный фонд «Рух Молоді», деятельность которого сосредоточена на поддержке и популяризации активного и здорового образа жизни среди молодых людей. За время существования фонда были построены современные футбольные, баскетбольные и гимнастические площадки. По инициативе фонда проведено несколько футбольных и хоккейных турниров, соревнования по воркауту, стритболу, а также квесты для школьников и студентов.
Фонд «Рух Молоді» построил спортивную площадку во дворе восстановленной школы города Славянск Донецкой области. А в мае 2015 года фонд по своей инициативе установил три спортивных площадки для занятий воркаутом в городе Северодонецк.

### Aукцион
Владимир Полочанинов, который купил на аукционе «золото» Годунко за 100 тыс. грн, вернул гимнастке медаль. Сама гимнастка продавала медаль, чтобы вырученные деньги пожертвовать на нужды украинской армии.

## Хобби
Хобби: активный отдых и спорт. Увлекается автоспортом, мотокроссом, горнолыжным спортом, альпинизмом, футболом, баскетболом, хоккеем.

## Личная жизнь
Женат, двое детей.